# Villanoño
Villanoño es una localidad situada en la provincia de Burgos, comunidad autónoma de Castilla y León (España), comarca de Odra-Pisuerga, ayuntamiento de Villadiego.

## Datos generales
En 2024, contaba con 9 habitantes. Situado 3 km al sur de la capital del municipio, Villadiego, en la carretera  BU-640  que, atravesando Villegas, conduce a Sasamón donde se accede a la  A-231 . Lo baña el río Brullés.
Wikimapia/Coordenadas: 42°29′30″ N 4°1′12.5″ O

## Situación administrativa
Entidad Local Menor cuyo alcalde pedáneo es Fernando Cuesta Marquina del Partido Popular.

## Toponimia
Su nombre significa "Villa de Nuño".

## Historia

### Prehistoria
Los restos arqueológicos más antiguos son dos posibles villas romanas, situadas en el término de Fuente Pape y junto al propio pueblo.

### Época Romana
El territorio de Villanoño estaba en un ángulo muerto de las principales vías romanas: la vía I de Italia a Hispania, que discurría por el sur Sasamón, y otra secundaria que lleva a Amaya. Por este motivo, el asentamiento romano Altoimperial del yacimiento de Fuente Pape/Raigón (inventariado con referencia 09-427-0027-01), compartido con el municipio de Villegas, término de Villamorón, presenta una escasa entidad, al igual que los demás del ámbito municipal de Villadiego. Fue un asentamiento habitado tipo villae.
Sin poder atribuirlo con precisión al periodo Altoimperial o bien al Tardorromano, hubo otro asentamiento de tipo villae en el denominado yacimiento Villanoño I, a pocos metros al norte del casco urbano.

### Edad Media
El 18 de marzo de 1068 Sancho II de Castilla restaura la diócesis de Oca y, entre otros le dota in Uillanonno una diuisa. La sede episcopal se traslada más tarde a Burgos, que debe ser heredera de las posesiones, pues consta, en 1096, una permuta de una tierra en Villanoño de dicha archidiócesis con un matrimonio.
En un documento del 7 de julio de 1074 figura como Villa de Nonno
Alrededor de estas fechas (fines del s. XI), Villanoño estaría encuadrado en el Alfoz de Treviño.
Consta, en 1157, que el Monasterio de San Juan de Burgos recibe la mitad de una heredad en Villanoño propiedad de Gervasio Pédriz (Villa Nonno).
En 1178 el rey Alfonso VIII da a ese monasterio, entre otros una serna llamada Holga. Esto se repite en 1192: illam meam sernam que Volga nuncupatur, que iacet inter Villam Nuno et Sanctum Christoforum de Villadiego.
En 1274 vuelve a aparecer en un documento de dicho monasterio.
En el Libro Becerro de las Behetrías, 1352, aparece, con el nombre de Villa Nonno, como una behetría perteneciente a la merindad de Villadiego, que tenía como señores naturales a don Nuño de Vizcaya, don Pedro de Haro, a los Villegas y a los Tovar. Cada vasallo entregaba a su señor correspondiente, anualmente, una gallina y seis maravedíes. Además, cada vecino, por privilegio real, entregaba a Pedro Ruiz de Villegas dos cargas de pan y 24 maravedíes.
En el siglo XVI tenía 12 vecinos y una pila (una parroquia).

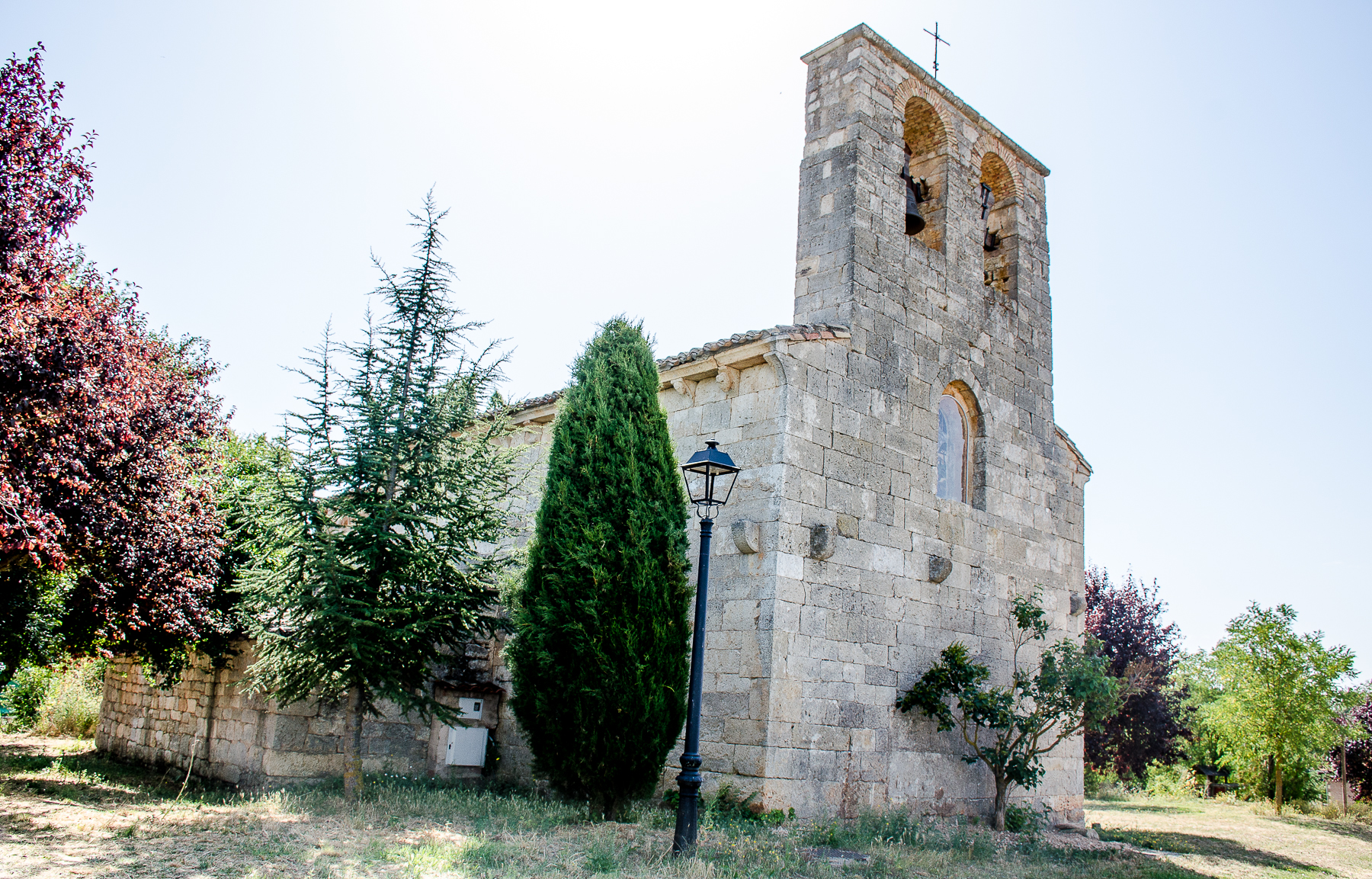
Iglesia de San Julián Obispo.

### Edad Moderna
Lugar que formaba parte de la Jurisdicción de Villadiego en el Partido de Villadiego, uno de los catorce que formaban la Intendencia de Burgos, durante el período comprendido entre 1785 y 1833. En el Censo de Floridablanca de 1787 consta como jurisdicción de señorío secular siendo su titular el Duque de Frías, que nombraba alcalde pedáneo.
Antiguo municipio de Castilla la Vieja en el partido de Villadiego.
En el censo de la matrícula catastral contaba con 8 hogares y 32 vecinos.
Madoz lo describe a mediados del siglo XIX como un lugar con ayuntamiento en la provincia, audiencia territorial, capitanía general y diócesis de Burgos. Partido judicial de Villadiego. Situado en una vega, próximo al río Brullés. Clima frío. tiene 45 casas, un antiguo torreón y una iglesia parroquial (San Julián) atendida por un cura párroco. El terreno es de mediana calidad. Produce cereales y legumbres. Cría ganado lanar. Población: 22 vecinos con 32 habitantes. Contribución: 4 461 reales con 25 maravedíes.
Tras la promulgación de la ley municipal de 1854 no pudo mantener la municipalidad, pues se necesitaban un mínimo de 30 vecinos (cabezas de familia) y, según el censo de 1857, su territorio se integra en el municipio de Castromorca que también incluía a Olmos de la Picaza. Según el censo de 1887, el municipio de Castromorca pasa a denominarse Olmos de la Picaza, que sigue incluyendo en su territorio a Villanoño.
El 16 de enero de 1968, Villanoño se integra en el municipio del Villadiego, al extinguirse el de Olmos de la Picaza que se incorpora al de Villadiego.

## Patrimonio
Torre y palacio Monumento Nacional declarado el 22 de abril de 1949, BOE del 5 de mayo de 1949. Su torre, de más de quince metros de altura, se alza a las afueras de Villanoño. El acceso se encuentra en un patio al que se accede por el palacio adosado al suroeste. Los vanos son muy escasos, destacando un ajimezado con bancos tallados a los lados. Planta cuadrangular con cubierta a cuatro aguas. Por sus características parece que su construcción se llevó a cabo en el siglo XV. Cadiñanos atribuye el edificio a los Marquina. El palacio adosado pudo ser edificado hacia 1664. La torre tiene las características constructivas propias del siglo XV. Sentenach la data en el siglo XIV.
Iglesia de San Julián Obispo De una sola nave rematada en ábside semicircular, románico, en piedra de buena sillería caliza, con algunos bloques de gran tamaño. La saetera del ábside está tapada por un contrafuerte añadido en Edad Moderna y solo es visible desde el interior. Conserva prácticamente toda la estructura constructiva de origen románico, de gran austeridad. Tiene dos fases constructivas, la primera a principios del siglo XIII y la segunda poco después. Espadaña convertida en torre. La portada abocinada con doble arquivolta lisa de medio punto, sin decoración y sobre jambas prismáticas. Canecillos rústicos con motivos geométricos, vegetales, animales y humanos. Techumbre interior plana. Presbiterio con bóveda cañón. El ábside se aboveda con horno. La ornamentación inmueble del interior se reduce a los capiteles del arco triunfal decorados de forma tosca con caras humanas y puntas de diamante, labradas toscamente a bisel. El edificio se debió de levantar en dos momentos distintos aunque cercanos en el tiempo, en primer lugar la cabecera y después la nave y la espadaña. Respecto a la parte mueble destacan un Cristo gótico, el coro con cabezuelas mudéjares y una imagen de San Norberto, probablemente procedente del desaparecido monasterio premonstratense de Villahizán de Treviño. Esculturas del retablo del siglo XVI, de Juan de Esparza, escultor e imaginero vasco, con una trayectoria artística de unos 30 años en la provincia de Burgos.
Sarcófago monolítico antropomorfo Realizado en piedra caliza.
Palacete.
CementerioProbablemente, una antigua ermita románica aprovechada para este fin.

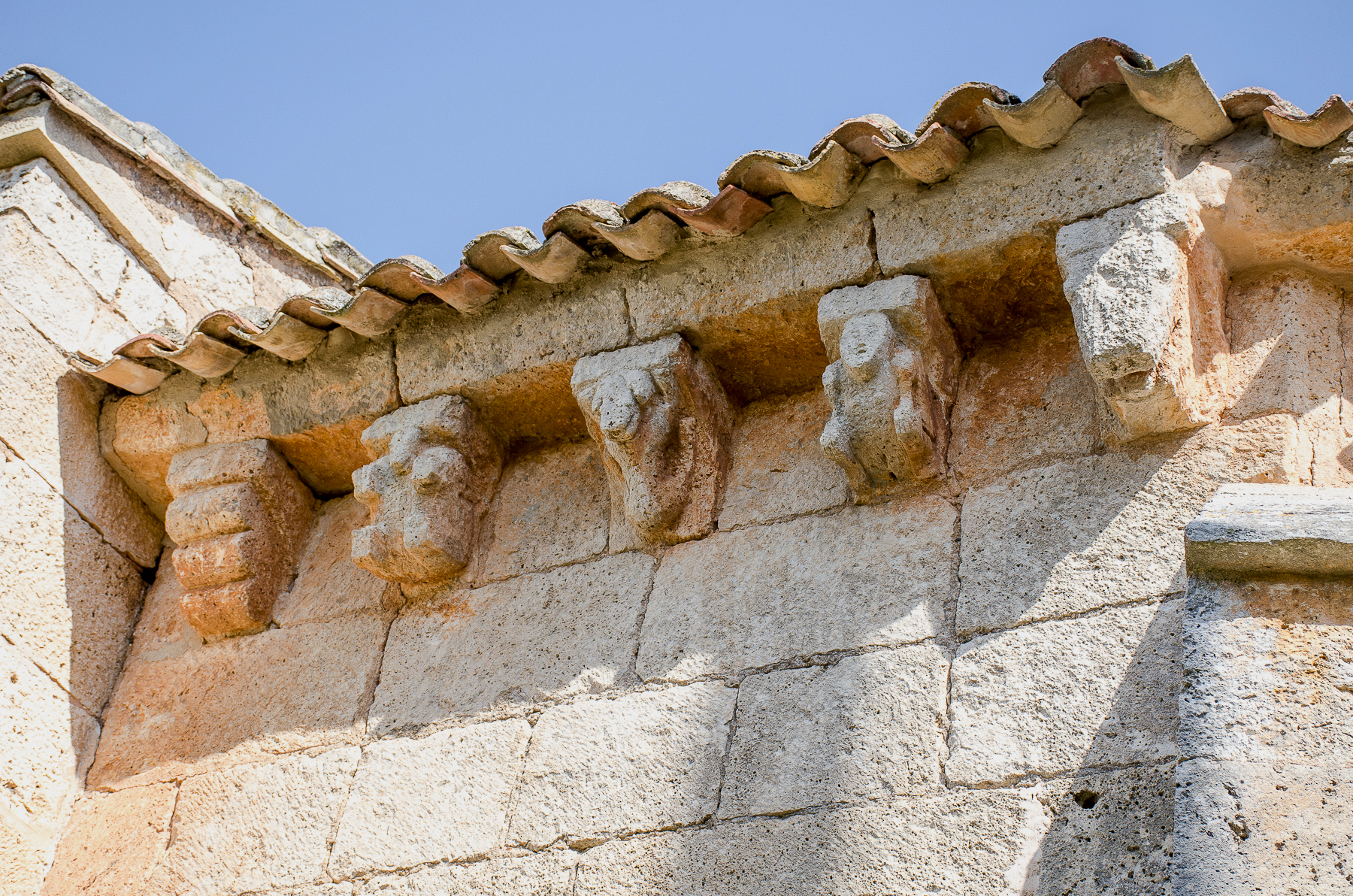
Canecillos en la iglesia.
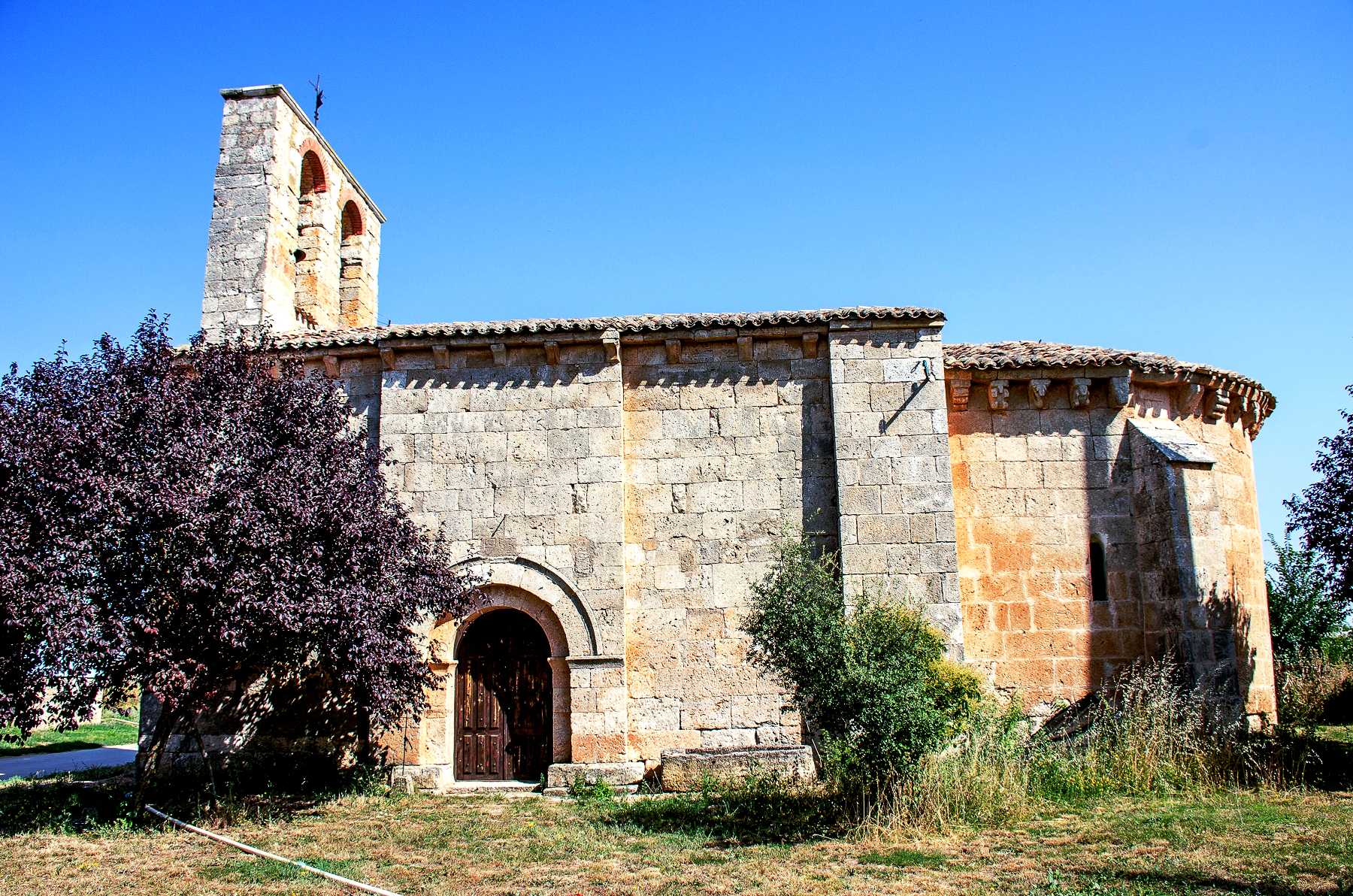
Iglesia de San Julián Obispo.
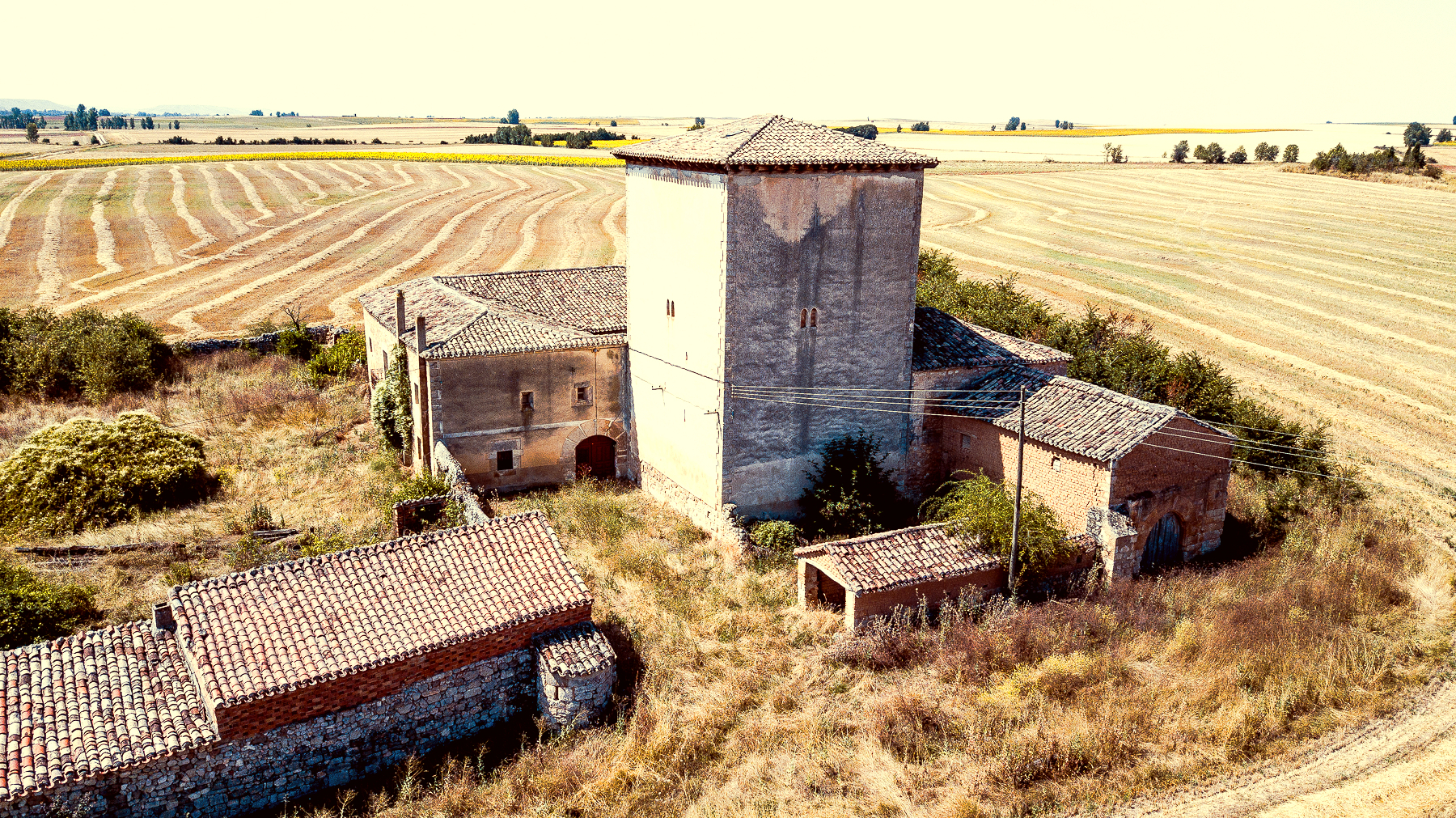
Torre y palacio de los Hurtado Marquina.
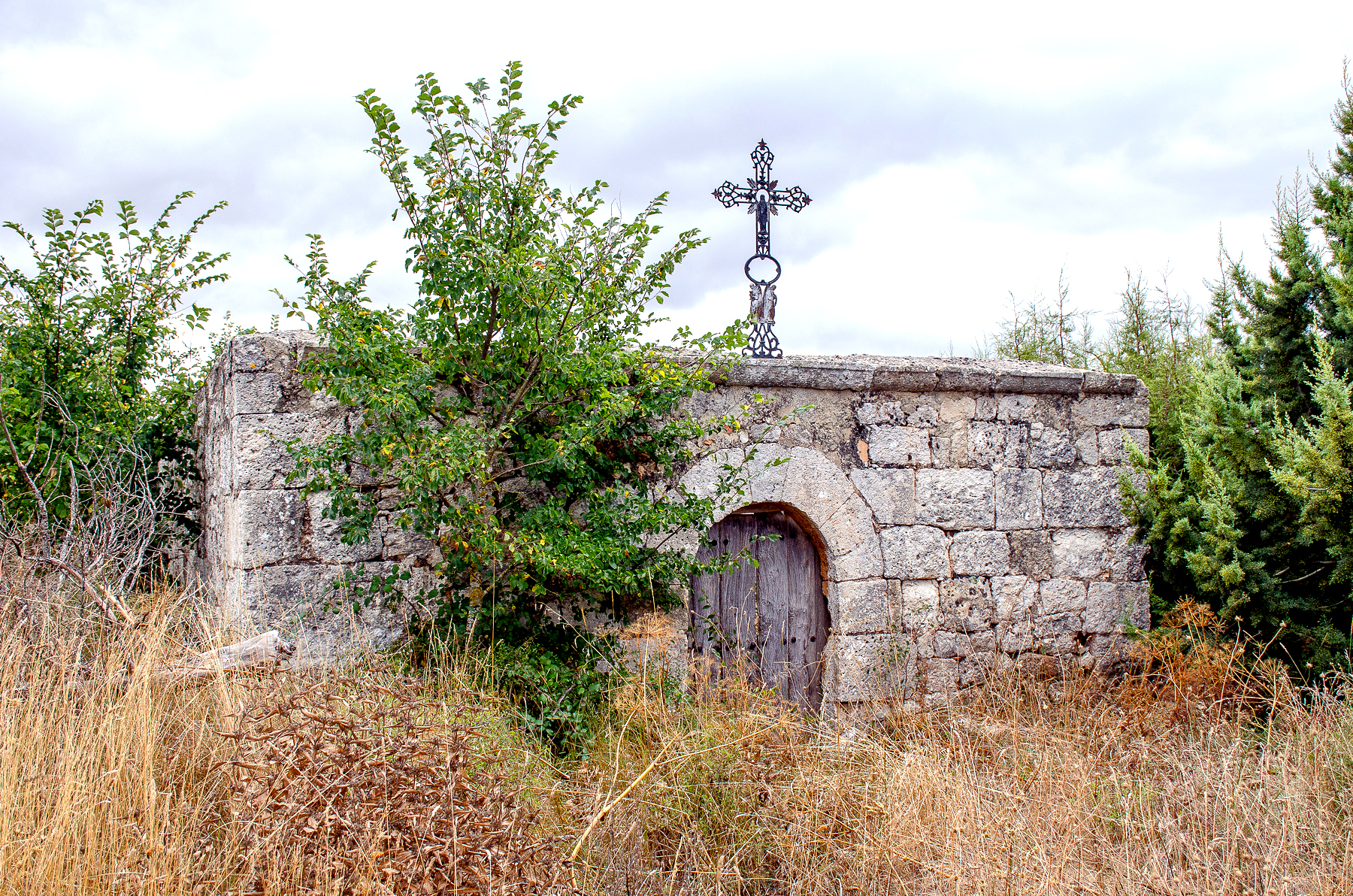
Cementerio.
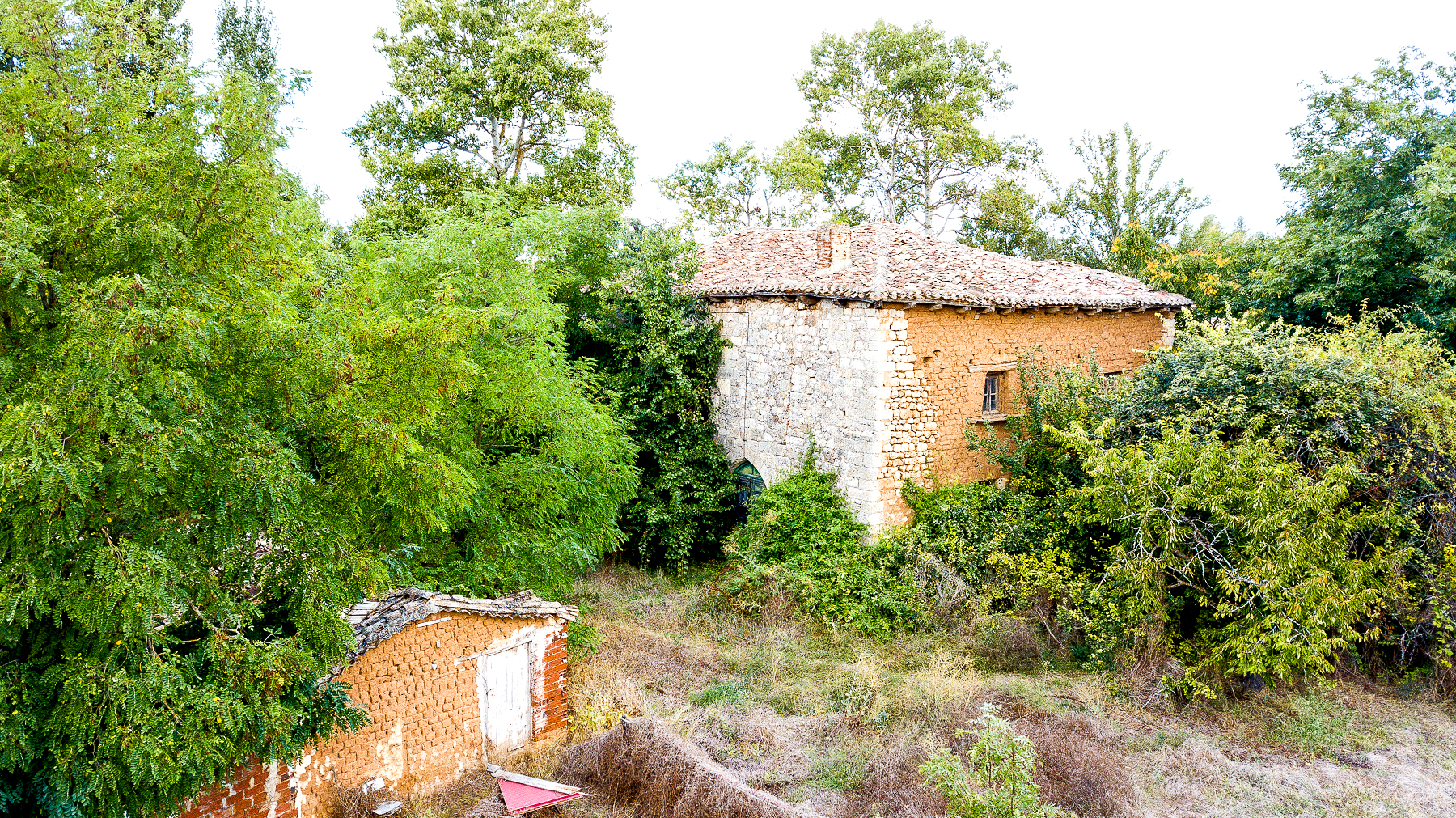
«Casa de Doña Urraca».
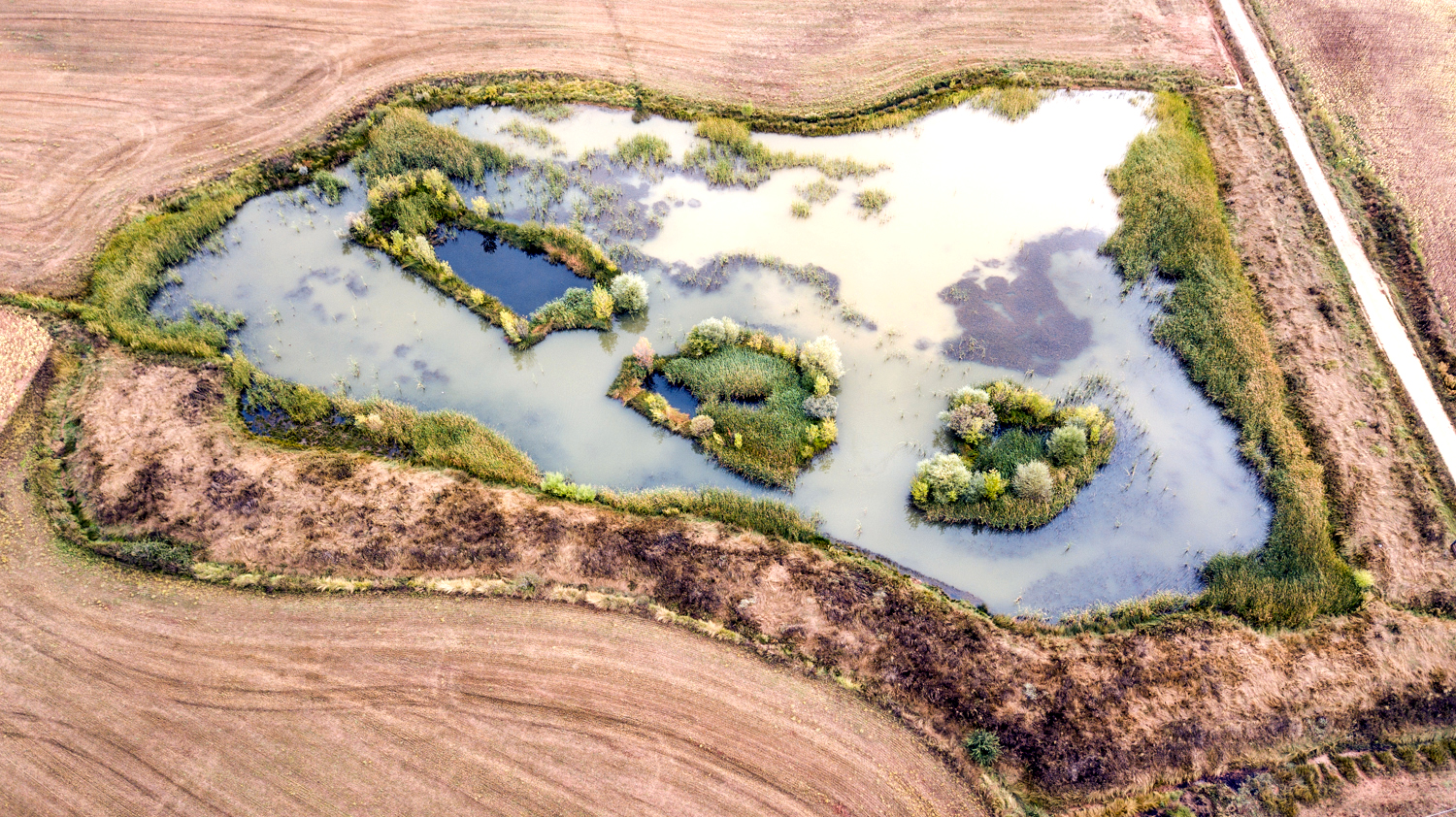
Laguna de Villanoño.

## Despoblados
Fuente Pape / RaigónGonzalo Martínez Díez localiza aquí un despoblado medieval, aunque no se han encontrado evidencias al respecto.